# 乞力馬扎羅國際機場
乞力馬扎羅國際機場（英語：Kilimanjaro International Airport），是坦桑尼亞乞力馬扎羅區的國際機場，服務鄰近的阿魯沙和莫希。機場主要營運區內航線，但亦有長途航班的服務。是坦桑尼亞北部客運量最大的機場。

## 概況
機場位於坦桑尼亞北部，在阿魯沙和莫希之間，鄰近非洲最高山乞力馬扎羅山，不少攀山者因而選擇經由此機場前往。作為全國三座國際機場之一，此機場亦提供來往鄰近國家公園的短途航班，包括塞倫蓋提國家公園等，機場以「非洲野生動物遺產的大門」（Gateway to Africa's wildlife heritage）作為宣傳。
2014年，客運量約80萬人次，其中百分之45為國際航線，百分之38為國內航線，其餘為轉機。機場曾在2016年被西班牙公司ForwardKeys評為非洲增長第二快的機場。

## 歷史
乞力馬扎羅國際機場於1971年12月2日啟用，由時任總統朱利葉斯·尼雷爾揭幕，造價約1300萬美元，由意大利政府的長期貸款資助。
2014年2月19日，坦桑尼亞政府和荷蘭政府簽署合約，指即將展開翻新工程，預計成本3550萬歐元，其中1500萬由荷蘭資助，其餘由坦桑尼亞支付。2015年3月，工程落實由荷蘭公司BAM國際承包，並於同年11月動工，成本3970萬美元，最高客流量將由每年60萬增加至120萬人次，預計於2017年5月完成。

## 航點
以下14家航空公司提供定期客運或貨運航班來往乞力馬扎羅國際機場。
| 航空公司         | 目的地                                               |
| ---------------- | ---------------------------------------------------- |
| 肯雅快運航空     | 內羅畢-威爾遜                                        |
| 坦桑尼亞航空     | 三蘭港、恩德培、桑給巴爾                             |
| 沿海航空         | 阿魯沙、馬尼亞拉湖、姆萬扎、塞羅勒那、桑給巴爾       |
| 埃塞俄比亞航空   | 亞的斯亞貝巴                                         |
| 杜拜航空         | 杜拜                                                 |
| 肯尼亚航空       | 內羅畢-乔莫·肯雅塔                                   |
| 荷蘭皇家航空     | 阿姆斯特丹2                                          |
| 坦桑尼亞精密航空 | 三蘭港、恩德培、姆萬扎、內羅畢-乔莫·肯雅塔、桑給巴爾 |
| 卡塔尔航空       | 多哈3                                                |
| 區域航空         | 阿魯沙、馬尼亞拉湖                                   |
| 盧安達航空       | 基加利                                               |
| Safarilink航空   | 內羅畢-威爾遜                                        |
| 土耳其航空       | 伊斯坦布爾4                                          |
| 烏干達航空       | 恩德培                                               |

註釋：
2：荷蘭皇家航空由乞力馬扎羅飛往阿姆斯特丹的出境航班經停三蘭港，但其並沒有權利接載乘客單獨來往乞力馬扎羅和三蘭港。
3：卡塔爾航空由乞力馬扎羅飛往多哈的出境航班經停三蘭港，但其並沒有權利接載乘客單獨來往乞力馬扎羅和三蘭港。
4：土耳其航空由伊斯坦布爾飛往乞力馬扎羅的入境航班經停桑給巴爾，但其並沒有權利接載乘客單獨來往桑給巴爾和乞力馬扎羅。

## 外部連結
- 官方网站